# 大野克之
大野 克之（おおの かつゆき、1959年〈昭和34年〉1月3日 - ）は、日本の政治家。新ひだか町長（2期）。

## 来歴
北海道静内高等学校卒業後、北海道庁に奉職。職員として農業政策などに携わり、農政部農政課長、農政部競馬事業室長などを歴任。
2018年（平成30年）2月、約40年間勤めた道庁を退職、3月に新ひだか町長選挙への出馬を表明。町政運営の透明化や第一次産業の強化などを訴え、同年4月15日、現職の酒井芳秀を破り初当選。
※当日有権者数：19,111人 最終投票率：73.25%（前回比： 6.27pts）
| 候補者名 | 年齢 | 所属党派 | 新旧別 | 得票数  | 得票率 | 推薦・支持 |
| -------- | ---- | -------- | ------ | ------- | ------ | ---------- |
| 大野克之 | 59   | 無所属   | 新     | 8,976票 | 64.7%  |            |
| 酒井芳秀 | 73   | 無所属   | 現     | 4,895票 | 35.3%  |            |

2022年（令和4年）4月13日、任期満了に伴う新ひだか町長選挙が告示され、現職の大野以外に届け出が無かったため無投票で再選。